# Philips Tele-Spiel ES-2201
Philips Tele-Spiel ES-2201 (Tele-Spiel ES-2201) је био фирме Philips који је почео да се производи у Холандији од 1975. године.
Користио је дискретне компоненте и интегрална кола као процесор. RAM меморија рачунара је имала капацитет од 64 KB. Као оперативни систем кориштено је 5 кертриџа.

## Детаљни подаци
Детаљнији подаци о рачунару Tele-Spiel ES-2201 су дати у табели испод.
|                       |                                        |
| [ 1 ]                 |                                        |
| Произвођач            |                                        |
| Тип                   | играчка конзола                        |
| Меморија              | 64 KB                                  |
| Поријекло             | Холандија                              |
| Година                | 1975                                   |
| Тастатура             | два контролера за игру                 |
| Процесор              | дискретне компоненте и интегрална кола |
| Фреквенција процесора |                                        |
| RAM                   | 64 KB                                  |
| ROM                   |                                        |
| Текст                 |                                        |
| Графика               | TV излаз                               |
| Боја                  | црно и бијело                          |
| Звук                  | не                                     |
| Димензије             |                                        |
| Портови               |                                        |
| Оперативни систем     |                                        |